# Asparagus glaucus
Asparagus glaucus — вид рослин із родини холодкових (Asparagaceae).

## Біоморфологічна характеристика
Кущ голий, прямовисний до 50 см заввишки. Кореневище з товстим корінням. Гілки висхідні, що несуть вторинні гілки, перетворені на складні шипи, довжиною до +70 мм, з численними бічними шипами до 10 мм завдовжки (іноді зменшені). Кладодії ниткоподібні, 3–10 мм завдовжки, верхівкові, сизі. Квітки численні, пазушні, розташовані близько один до одного, поодинокі чи парні; листочки оцвітини ± 4 мм, зеленуваті. Плід — 1-насінний горішок, укладений у кулясту, блискучу оцвітину, ± 5 мм в діаметрі.

## Середовище проживання
Ареал: ПАР, Намібія.